# Mahyar
El término mahyar (مهجر en árabe): significa refugio, lugar de inmigración o colonia y deriva de la raíz árabe "hyr" (هجر en árabe, que significa emigrar).

## La emigración
A finales del siglo XIX y principios del XX se produjo un movimiento migratorio de personas originarias de la zona de la Siria histórica, muchos de ellos de origen cristiano, como consecuencia de la situación económica, social y política de sus patrias de origen, todas ellas bajo el poder del Imperio Otomano.
Los países receptores de inmigrantes fueron varios (Europa, Australia, Egipto y otros países africanos), pero fue el continente Americano el elegido principalmente como lugar de destino.
Más de medio millón de inmigrantes se estableció en Canadá y Estados Unidos en un goteo que se va acrecentando a partir del año 1881 y que alcanza su punto culminante en el año 1913. Tras finalizar la Primera Guerra Mundial este flujo se ve limitado al promulgar Estados Unidos la ley de la nacionalidad, con la que se limita la entrada de inmigrantes (1924).
No obstante, el continente sudamericano continuó recibiendo inmigrantes. Casi un millón de personas, atraídas por la posibilidad de encontrar trabajo y por las grandes superficies de tierra fértil existentes en esta zona, se dirigieron hacia Sudamérica, llegándose a firmar un tratado para regular las modalidades de inmigración, entre el emperador de Brasil, Dom Pedro II y el Imperio Otomano. Brasil recibió a más de medio millón de inmigrantes; Argentina sería elegida por unas trescientas mil personas y los palestinos prefirieron instalarse en México, en estados de América Central y en Chile.

### Actividad cultural
Una vez instalados en sus nuevas patrias y afianzada su situación, estos inmigrantes (conocidos como “turcos”) empiezan a sentir la necesidad de comunicarse entre ellos y de conocer los sucesos que ocurrían en sus países de origen. Para ello empiezan a crear pequeñas revistas y periódicos en árabe. En Nueva York aparece el primer periódico en el año 1892 (Kawkav Amirika), seguido de varios más en los años posteriores (Al-‘Asr; Al-Ayya; Al-Huda; Mira’at al-Garb), y lo mismo sucede en los países sudamericanos donde, por ejemplo en Brasil, abren su primer periódico en el año 1895 (al-Fayha’).
La creación de revistas y periódicos, con la consiguiente proliferación de imprentas, va acompañada de la aparición de círculos y sociedades literarias en torno a las cuales se reunirán periodistas y escritores que fundarán revistas literarias importantes, como fueron las fundadas en Estados Unidos (al-Funun –1913- y al-Sa’ih –1912), y la revista 'Usba fundada en Brasil.
En este entorno aparecerán las obras literarias de los inmigrantes procedentes de la Siria histórica llegados al continente americano, dando lugar a un movimiento literario propio y característico que es conocido como la “literatura del Mahyar”.

## Literatura del mahyar
Por literatura del mahyar (término que actualmente en el mundo árabe es también equivalente a América) se entiende aquella obra producida por los autores que emigraron desde la zona de la Siria histórica (actual Líbano, Siria y Palestina) al continente americano, a finales del siglo XIX y principios del XX.
La literatura del mahyar puede ser considerada como el primer gran movimiento de renovación de la literatura árabe. Surge de la mano de autores sirio-libaneses cristianos que emigraron y desarrollaron su producción literaria en el continente americano y, por tanto, en países con lenguas y circunstancias sociales, económicas y políticas radicalmente distintas de las de sus países árabes de origen. Debido a que se encuentran inmersos en un medio lingüístico extraño (inglés, español o portugués) la creación literaria de estos emigrados es bilingüe o en algún caso trilingüe, teniendo mayor difusión la de aquellos autores que se instalaron en América del Norte y que escribían en inglés. Se trata de una literatura situada entre Oriente y Occidente que aporta elementos imprescindibles para entender la evolución de la poesía romántica árabe y que introduce características estéticas propias en géneros como la biografía y la novela filosófica.

### Temas
A pesar de las diferencias entre los autores instalados en América del Norte (al-mahyar al-samali) y los de América del Sur (al-mahyar al-yanubi) podemos destacar los siguientes rasgos comunes:
Tendencia sentimental por los temas de la expatriación y la nostalgia del país natal. No se trata solo del lamento por la patria y el recuerdo de los seres lejanos y queridos, sino también un tremendo deseo de retornar a la inocencia primitiva, al “paraíso lejano” que el hombre perdió.
El amor a la naturaleza que se plasmará en la visión romántica de los campos y los bosques.
Visión pesimista de la vida expresando el dolor social y colectivo.
Reflexión sobre experiencias personales con mensajes directos y profundos.
Dimensión metafísica y filosófica en el tratamiento de temas como la vida, la muerte, el destino o la libertad.
Preocupación por cuestiones nacionales y por la situación de sus países de origen (sobre todo en los escritores afincados en Sudamérica).
Se tratan nuevos temas: la poesía erótica, el relato de viajes imaginarios y la poesía dialogada.

### Rasgos formales
Reforman la poesía árabe clásica y la dotan de estructuras menos rígidas, haciéndola accesible a cualquier persona.
A nivel formal se supera la casida y se establecen nuevos metros; se trata de una prosa poética o de una poesía prosificada, con formas muy cuidadas y aparece lo que se conoce como poesía “susurrada” (opuesta a la declamación clásica). Esta poesía deja a la palabra misma el poder de sugerir lo que no dice explícitamente, sin caer en el abuso de simbolismos.
Búsqueda de la musicalidad y gran lirismo.
Los autores del norte son muy innovadores en el uso de un lenguaje simple, directo e inteligible, y un estilo fluido y espontáneo, mientras que los del sur, seguidores de una línea más conservadora, usan un lenguaje más complejo.

### Literatura del mahyar en Norteamérica
En Estados Unidos se encontraron periodistas y escritores árabes que compartían un interés especial por la literatura. Estos autores, en los que confluyen la cultura oriental y la occidental, producen una obra literaria vital y revolucionaria que tiene un impacto directo en la literatura árabe y, en especial, en la poesía.
En el año 1920 crean una sociedad destinada a “estimular el espíritu literario” denominada Rabita al-Qalamiyya  (o Pen Association, en inglés) y la revista al-Sa’ih, que se convierte en el altavoz que utilizan muchos de ellos para dirigirse al público.
Desde allí dieron a conocer su obra que consiguió gran prestigio en el campo de la prosa, así como aportar nuevas características a la poesía árabe.
Separados del contacto directo con sus sociedades de origen se vieron más libres para desligarse de los cánones dominantes en la literatura Sirio-libanesa y, en consecuencia, más libres para la innovación. Su poesía, dirigida al corazón y el alma del hombre, gira en torno al sentimiento de nostalgia por la patria de origen y de las raíces, sobre el sentido de la vida del hombre y de su necesidad de libertad, todo ello íntimamente ligado con el ambiente bélico del momento histórico que les tocó vivir.
La renovación lingüística y en el estilo aportada por estos autores hizo evolucionar a la poesía árabe hacia el "poème en prose", que ´no sigue las normas de la casida árabe clásica, y que incluso obvia las reglas de la lengua árabe en la creación literaria. Esta mayor libertad a la hora de escribir fue defendida por Mikha'il Na'ima (1889-1998), Presidente de la "Pen Association" y escritor de renombre, en su obra "The Sieve" (al-Ghirbal). En ella se recogen veintidós artículos críticos, que se convierten en una especie de manifiesto del grupo literario, en los que aboga por la introducción de mayor libertad para la expresión de emociones subjetivas en el complejo y rígido sistema tradicional de la prosodia árabe, puesto que esta debe estar al servicio del escritor y no inhibir su libertad artística.
No obstante, la prosa se convierte en un medio muy adecuado para tratar los grandes temas, dotados de universalidad, que preocupan a este grupo de literatos (el hombre, sus problemas vitales, la sociedad, y la expresión de un malestar individual enorme). La imagen del poeta como figura profética, así como la idea de la dualidad y separación entre el alma (en un plano superior) y el cuerpo (en un estado impuro) planean sobre esta literatura gracias a la influencia de Gibran Jalil Gibran, considerado como el “high priest of the mahjar movement”.

#### Autores

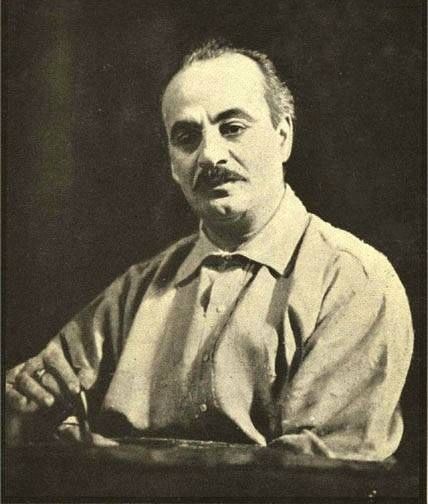

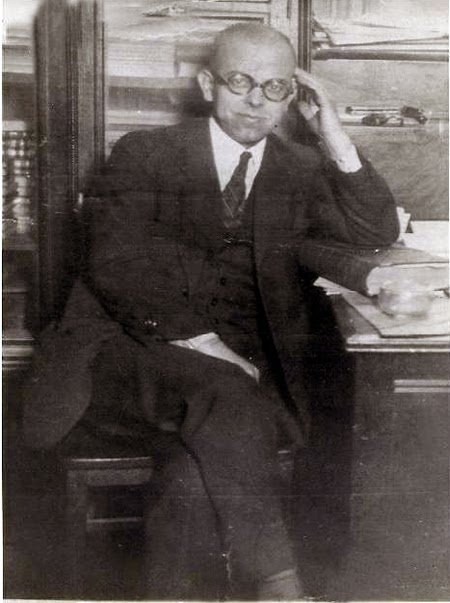

- Gibran Jalil Gibran (1883-1931).

- Ilya Abu Madi (1889-1957)

- Nasib ‘Arida  (1876-1946)
- Rashid Ayyub (1876-1946
- Nadrah Hadad (1887-1946)
- Mikha'il Na'ima (1889-1988)
- Amin al-Rihani (1876-1940 )

### Literatura del mahyar en Sudamérica
Principalmente los que emigraron a Sudamérica se instalaron en Brasil y Argentina y crearon grupos siguiendo su sentimiento de comunidad árabe basado en su dimensión lingüística, histórica y cultural, la cual actúa como principal rasgo igualador e identificador y en la que el elemento musulmán era minoritario. Mayoritariamente eran más jóvenes y menos formados que sus compañeros de Norteamérica. Estarán muy implicados en la política. Por ello, tras ver que a pesar de todos sus esfuerzos no pueden impedir la creación del estado de Israel (1947), se verán decepcionados y esto se reflejará en su obra literaria.
	Grosso modo las “escuelas" del mahyar meridional se desarrollan después que las del mahyar septentrional. Se puede decir que son más “brillantes y coloristas, pero menos urgidas de inquietud metafísica”. Es esencial para los poetas de esta zona la exaltación del tema andalusí, sobre todo para los que están en Brasil. Así, al encontrarse con el poeta español Francisco Villaespesa se aúnan esfuerzos para dar una forma más definitiva a su obra y se funda en 1933 la Liga Andalusí (Al-Usba al-Andalusiyya), que se trata de una asociación de la que formarán parte la gran mayoría de estos poetas y que se verá caracterizada por su identificación con la poesía hispano-árabe.
Sin embargo, la actividad cultural de los autores de esta zona es mucho más amplia. Por ejemplo, en Sao Paulo publicarán cuarenta y nueve periódicos y veintidós revistas y en Buenos Aires otros treinta y cinco periódicos y veintiún revistas, además de crear más asociaciones.
Pedro Martínez Montávez en Literatura árabe de hoy cita al estudioso M. M. Badawi, quien destaca en su obra las diferencias entre la poesía mahyarí meridional y la septentrional: “Aunque en el mundo árabe los poetas del Mahyar son considerados a veces como una sola escuela literaria hay, sin embargo, una diferencia perceptible entre los poetas del norte y los del sur. En su conjunto, los que se establecieron en América Latina son menos extremistas y ciertamente menos unánimes en su reacción contra la cultura árabe tradicional; tanto en su teoría como en su práctica muestran más preocupación por la preservación de los valores culturales tradicionales”. Efectivamente, entre estos poetas “la rebelión contra lo tradicional no tenía por qué producirse, especialmente de la manera abrupta y tajante con que se produce en algunos escritos afincados en el área anglosajona, “donde los poetas árabes no pudieron evitar caer bajo la influencia cultural de Occidente”.

#### Autores
- Chafic Maluf
- Fauzi Maluf
- Rashid Salim Juri
- Elías Konsol
- Elias Farhat
- Jurj al-Kadi
- George Saidah